# La Iruela
La Iruela – gmina w Hiszpanii, w prowincji Jaén, w Andaluzji, o powierzchni 123,97 km². W 2011 roku gmina liczyła 2132 mieszkańców.